# EHC Basel

Logo

EHC Basel eller Basel Sharks är en schweizisk ishockeyklubb från Basel. Laget spelar för tillfället i Nationalliga B som är den näst högsta ishockeyligan i Schweiz.

## Historia
1932 bildade den lokala idrottsföreningen Sportclub Rotweiss en ishockeysektion. Redan under första året bröt sig sektionen ut och bytte namn till EHC Basel där EHC är en förkortning för "Eis Hockey Club", det vill säga ishockeyklubb på tyska. Bara ett år senare slöt de båda föreningarna ihop sig igen. Den här gången under namnet EHC Basel-Rotweiss.
Laget tog sig upp till Nationalliga A för första gången 1941 och höll sig kvar där under krigsåren. Säsongen 1945/1946 kom EHC Basel tvåa i det schweiziska mästerskapet. 1951/1952 lyckas laget ännu en gång med den bedriften men blev året därpå nerflyttat till Nationalliga B. Redan 1956 lyckas man dock ta sig upp i den högsta serien igen.
Under 1960-talet började det dock gå sämre för klubben och 1966/1967 flyttades laget till och med ner till 1.Liga som är den tredje högsta ishockeyligan i Schweiz. 1972 lyckades EHC Basel ta sig upp till Nationalliga B igen men rasade sen åter en gång ner genom seriesystemet och hamnade 1977 till och med i 2.Liga, den fjärde högsta ligan i Schweiz.
De följande åren pendlade laget mellan 2.Liga och Nationalliga B och 1988 kunde föreningen med nöd räddas från konkurs. 1990 slog sig laget ihop med EHC Kleinhüningen och hette därefter EHC Basel KLH Dragons. Året 2000 lyckades laget tack vare en utvidgning av Nationalliga B ta sig upp till den näst högsta serien igen. 2002 invigs en ny modern ishall i Basel och 2002/2003 lyckas laget genom en vinst i seriefinalen mot EHC Visp ta sig upp till Nationalliga A igen. I samband med återkomsten till Nationalliga A bytte klubben till sitt gamla namn EHC Basel, ibland även marknadsfört som Basel Sharks. Säsongen efter åkte laget dock ut igen men tog sig omedelbart tillbaka. Klubben satsade hårt genom att bland annat värva svensken Niklas Anger till klubben och 2005/2006 tog sig laget till slutspel i Nationalliga A. 2007/2008 åkte dock laget åter en gång ur den högsta serien och spelar sen dess i Nationalliga B.